# Blankenhöfe
Die Blankenhöfe sind zwei jeweils einzeln stehende Höfe des Bopfinger Stadtteils Baldern im Ostalbkreis in Baden-Württemberg.

## Beschreibung
Der Höfe liegen liegt etwas südlich von Baldern an der Oberdorfer Straße. Von Nordwesten nach Südosten fließt der Edelbach, in den südwestlich des Ortes auch der Großheidegraben mündet. Zusätzlich zu den an der Straße liegenden Höfen gehört ein einzeln liegendes Haus direkt am Edelbach zu den Blankenhöfen.
Der Untergrund besteht aus der Opalinuston-Formation. Naturräumlich gehört der Ort zum Hügelland von Baldern im Vorland der östlichen Schwäbischen Alb.

## Geschichte
Möglicherweise ist der Ort identisch mit den 1330 erwähnten Höfen „zum Waidlauf“. Im 17. Jahrhundert sind der Obere und der Untere Blankenhof nachgewiesen.